# Kiraŭsk
Kiraŭsk (in bielorusso Кіраўск?) è un comune della Bielorussia, situato nella regione di Mahilëŭ.